# Durrenjaure (Frostvikens socken, Jämtland)
Durrenjaure är en sjö i Strömsunds kommun i Jämtland och ingår i Ångermanälvens huvudavrinningsområde. Sjön har en area på 0,419 kvadratkilometer och ligger 813,4 meter över havet. Sjön avvattnas av vattendraget Gransjöån.

## Delavrinningsområde
Durrenjaure ingår i det delavrinningsområde (717745-143577) som SMHI kallar för Utloppet av Durrenjaure. Medelhöjden är 941 meter över havet och ytan är 4,89 kvadratkilometer. Det finns inga avrinningsområden uppströms utan avrinningsområdet är högsta punkten. Gransjöån som avvattnar avrinningsområdet har biflödesordning 4, vilket innebär att vattnet flödar genom totalt 4 vattendrag innan det når havet efter 309 kilometer. Avrinningsområdet består mestadels av kalfjäll (91 procent). Avrinningsområdet har 0,42 kvadratkilometer vattenytor vilket ger det en sjöprocent på 8,5 procent.